# Barkmere
Barkmere  est une ville située dans la municipalité régionale de comté de Les Laurentides, dans la région administrative des Laurentides, au Québec, au Canada. Ne comptant qu'une cinquantaine de résidents permanents enregistrés en 2016, sa population est principalement formée de villégiateurs.

## Histoire
Barkmere a été incorporée sous la Loi des Cités et Villes en 1926, à partir des lots des cantons d'Arundel et de Montcalm entourant Bark Lake (aujourd'hui « Lac des Écorces ») au Québec. La ville est officiellement bilingue, il y a plus de 65 % des contribuables qui l'anglais comme langue maternelle. Les 35 % restants parlent principalement le français et l'allemand.

## Géographie
Plus du tier de la superficie de la municipalité est occupé par le lac des Écorces dont la décharge se jette dans le ruisseau Long affluent de la rivière Beaven.

## Démographie
| 1991 | 1996 | 2001 | 2006 | 2011 | 2016 | 2021 |
| ---- | ---- | ---- | ---- | ---- | ---- | ---- |
| 62   | 53   | 44   | 87   | 58   | 58   | 81   |

## Administration
ÉQUIPE TRÉPANIER
Maire : Luc Trépanier

Conseillers:
- Jake Chadwick
- Kimberley Lamoureux
- Marc Frédette
- Ken Mann
- Stephen Lloyd
- Marie-Hélène Lemarbre

(Source : Ministère des affaires municipales et des régions)
Les élections municipales se font en bloc pour le maire et les six conseillers.
| Barkmere Maires depuis 2002                                                                                          |               |         |          |
| Élection | Maire         | Qualité | Résultat |
| 2002 | Brian Clark   |         | Voir     |
| 2005 | Charles Huot  |         | Voir     |
| 2009 | Luc Trépanier |         | Voir     |
| 2013 | Luc Trépanier | Voir    |          |
| 2017 | Luc Trépanier | Voir    |          |
| 2021 | Luc Trépanier | Voir    |          |
| Élection partielle en italique Depuis 2005, les élections sont simultanées dans toutes les municipalités québécoises |               |         |          |

## Éducation
La Commission scolaire Sir-Wilfrid-Laurier géré des établissements scolaires anglophones de la région. Ces écoles:
- École primaire Arundel (Arundel)[4]
- Académie Sainte-Agathe (pour école secondaire seulement) à Sainte-Agathe[5]

## Galerie
|  |  |